# 约翰娜·阿尔姆格伦
约翰娜·阿尔姆格伦（瑞典語：Johanna Almgren，1984年3月22日—），瑞典女子足球运动员。她曾代表瑞典参加2008年和2012年夏季奥林匹克运动会足球比赛，分别获得第六名和第七名。